# Velopoula
La isla de Velopoula (en griego: Βελοπούλα; en turco: Kargi), anteriormente también llamada Parapola (Παραπόλα), es una pequeña isla griega deshabitada localizada en el mar de Mirtos. Sus 1,86 km² administrativamente forman parte del municipio de Spetses en las islas del Distrito Regional de Ática.

## Ubicación
Velopoula se encuentra en el mar de Mirtos. Las islas más cercanas son Falkonera, a 38 km al sureste, y Spetses, a 44 km al norte. La distancia hasta el Peloponeso, en el oeste, es de unos 36 kilómetros.

## Historia
Velopula estaba en la Edad del Bronce en la ruta comercial del sur del golfo de la Argólida hacia las islas Cícladas. Se encontraron restos de un asentamiento y de procesamientos de cobre fechados en la fase II del Período heládico (2300 a.E). Es de suponer que el cobre vino de la isla Falkonera.
En 1884 fue construido un gran faro de diez metros de altura en la isla.

## Naturaleza
El paisaje de esta isla rocosa de origen volcánico está determinado por vegetación esclerófila como la garriga, la genista, el tomillo así como la dominante pimpinela espinosa (Sarcopoterium spinosum).

### Fauna
Además del geco de Kotschyi (Mesoodactylus kotschyi) existe en Velopoula una subespecie de la lagartija de Milos (Podarcis milensis gerakuniae).

### Conservación

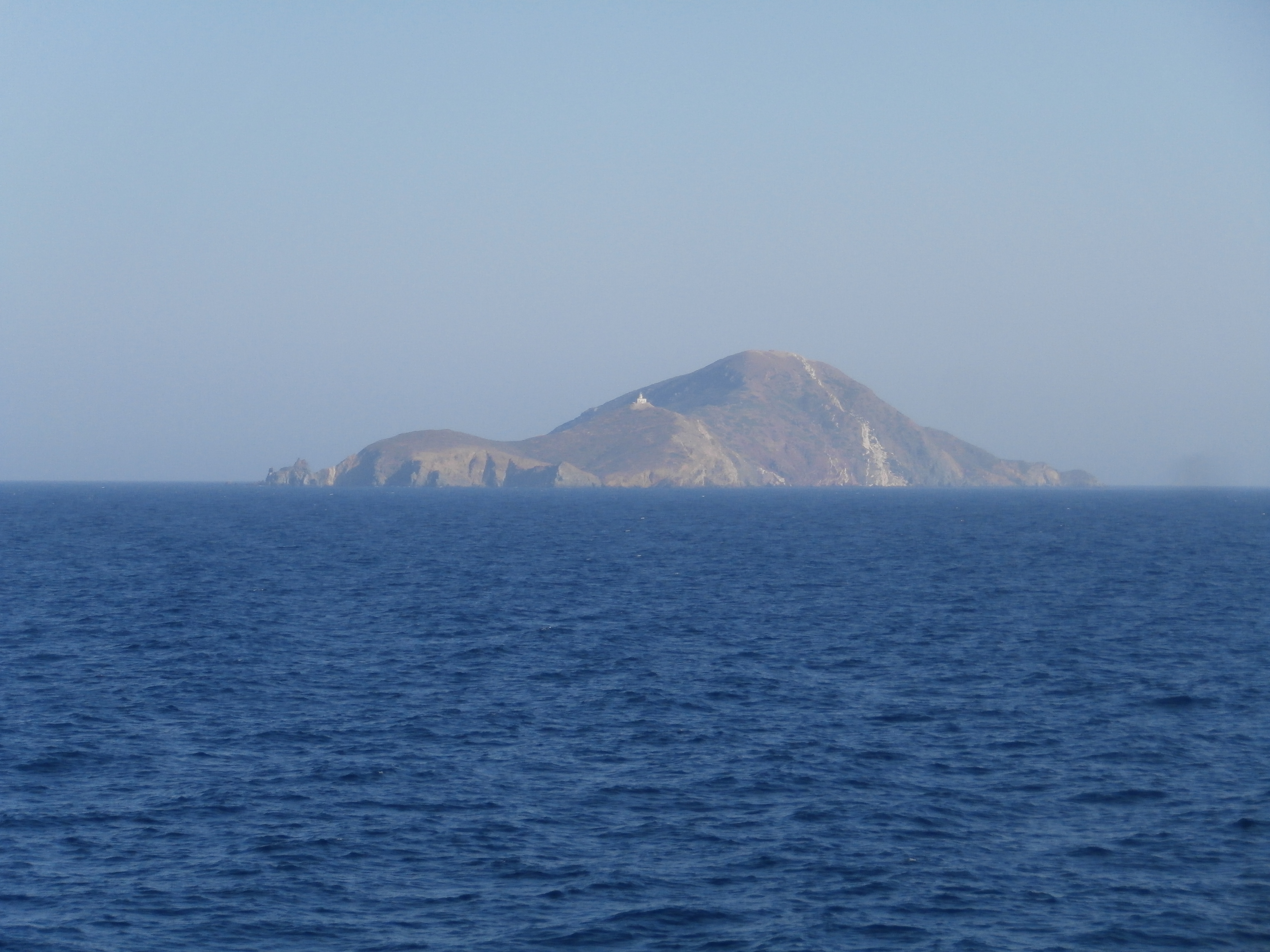
Velopoula

Velopoula junto con otros islotes deshabitados forma en el sur del Mar Egeo el área en la Red Natura 2000 GR 4210011 Vrachonisia Egeou: Velopoula, Falkonera, Ananes, Christiana, Paxia, Fteno, Makra, Astakidonisia, Syrna Gyro Nisia (Βραχονήσια Νοτίου Αιγαίου: Βελοπούλα, Φαλκονέρα, Ανάνες, Χριστιανά, Παχειά, Φτενό, Μακρά, Αστακιδονήσια, Σύρνα-Γύρω νησιά).